# Dimitri Peters
Dimitri Peters (ur. 4 maja 1984) – niemiecki judoka. Brązowy medalista olimpijski z Londynu.
Urodził się w ówczesnym Związku Radzieckim, w Niemczech mieszka od 1992. Walczy w kategorii do 100 kilogramów i to w niej sięgnął po medal olimpijski. Zawody w 2012 były jego pierwszymi igrzyskami olimpijskimi. Ma w dorobku indywidualnie brąz (2006) mistrzostw Europy. W 2011 sięgnął po brąz kontynentalnego czempionatu w rywalizacji drużynowej.
Brązowy medalista mistrzostw świata z Rio de Janeiro w 2013 i 2015 roku. Startował w Pucharze Świata w latach 2006–2008, 2010 i 2012.